# Los Reganyats
Los Reganyats és un camp de conreu del municipi de Castell de Mur, al Pallars Jussà, a l'antic terme de Guàrdia de Tremp, en terres del poble de Cellers.
Està situat al nord-oest de Cellers, a l'esquerra del barranc de la Gessera, al sud-oest de la Vinya de Carrió, a llevant de Marsaborit i al nord-oest dels Canalets. El Camí de Canalets discorre a llevant de la partida.